# 光逝去的夏天
《光逝去的夏天》是Mokumokuren創作的青春恐怖題材日本漫畫。於《Young Ace UP》電子雜誌連載，2022年獲頒宮脇書店主辦的Miyawaki Comic Awards（ミヤコミ）2022得獎作品之一、《這本漫畫真厲害！2023》男生篇第1名。
本漫畫原本為作者自行連載，其後在青年漫畫《Young Ace》的副牌電子雜誌上連載及行銷。原作者的bsky有解釋一開始並沒有在標籤上標記BL，也盡量在劇情上不太有戀愛部分從一開始就是已青春恐怖為主，主要是以酷兒主題，「無法像普通人一樣，沒有歸屬感而恐懼」為主軸，現今作者表示可隨讀者自行分類。

## 劇情簡介
佳紀和光是從小一起長大的好友，但是當光在山中失蹤一星期歸來後，佳紀發覺身邊的「光」不是原本的他，已經被某種東西取代了，同時村中也發生詭異命案。

## 登場人物
辻中佳紀（聲：小林千晃、川井田夏海（童年））
本作主角之一，性格陰沉、思慮很多，同時也很聰明。與光是兒時玩伴，暗中傾慕對方。發現失蹤後歸來的「光」並不是真正的光，面對光的死去和取而代之的怪物感到困惑與痛苦。
光／忌堂光（聲：梅田修一朗）
本作主角之一，喜歡開玩笑逗弄他人，長相與父親晃平神似，相當重視佳紀。曾在山裡失蹤一星期，回來時被某種存在替代，並懇求佳紀不要戳破它的身分。
山岸朝子（聲：花守由美里）
佳紀的同班同學，結希的兒時玩伴，有蓬鬆的自然捲、身材高大，運動神經好，頭腦也靈活。能聽到另一個世界的聲音。
田所結希（聲：若山詩音）
佳紀的同班同學，和朝子相對的有一頭柔順黑髮，總是很冷靜。
卷雄太（聲：中島良樹）
佳紀的同班同學，留著平頭，渾身充滿喜劇感。
暮林理惠（聲：小若和郁那）
具有靈視能力的婦人，擔憂身旁跟著某種存在的佳紀。
田中（聲：小林親弘）
隨身攜帶倉鼠的男人，任職於某間小公司的職員，正在追查村裡的各種怪異現象。
武田一（聲：石井康嗣）
村裡掌握事務的人之一。與其他兩人知道一些村裡傳說的內情。
三笠徹（聲：島田敏）
村裡掌握事務的人之一。
松島義彥
村裡掌握事務的人之一。
松浦婆婆（聲：杉山佳壽子）
村民。平常以務農為生，女兒被神隱後變得瘋瘋癲癲。在發現光被某東西替代的當日晚上於家中遇害。
忌堂晃平（聲：中澤匡智）
光的父親。僅在光與佳紀兩人的回憶中登場，任職於當地的伐木公司，在光上國中時於「取腦大人」所在的山區內遇難身亡。

## 出版書籍
| 卷數 | KADOKAWA      | KADOKAWA                                                | 台灣角川      | 台灣角川                                               |
| 卷數 | 發售日期      | ISBN                                                    | 發售日期      | ISBN / EAN                                             |
| ---- | ------------- | ------------------------------------------------------- | ------------- | ------------------------------------------------------ |
| 1    | 2022年3月4日  | ISBN 978-4-04-112273-0                                  | 2023年1月27日 | ISBN 978-626-352-204-6                                 |
| 2    | 2022年10月4日 | ISBN 978-4-04-112960-9                                  | 2023年7月28日 | ISBN 978-626-352-768-3                                 |
| 3    | 2023年6月2日  | ISBN 978-4-04-113700-0                                  | 2024年2月2日  | ISBN 978-626-378-497-0                                 |
| 4    | 2023年12月4日 | ISBN 978-4-04-114339-1                                  | 2024年8月9日  | ISBN 978-626-400-451-0                                 |
| 5    | 2024年6月4日  | ISBN 978-4-04-114997-3                                  | 2025年2月13日 | ISBN 978-626-415-290-7                                 |
| 6    | 2024年12月4日 | ISBN 978-4-04-115608-7                                  | 2025年7月24日 | ISBN 978-626-415-852-7 EAN 471-128-962-497-4（特裝版） |
| 7    | 2025年7月4日  | ISBN 978-4-04-115682-7 ISBN 978-4-04-115683-4（限定版） |               |                                                        |

## 電視動畫
2024年11月27日，宣佈改編為電視動畫，由CygamesPictures擔任動畫製作。於2025年7月播出。

### 製作人員
- 原作：Mokumokuren
- 導演、劇本統籌：竹下良平
- 人物設定、總作畫監督：高橋裕一
- 道具設計：應地隆之介
- 美術設定：多田周平、高橋武之、曾野由大（日语：曽野由大）
- 美術指導：
- 色彩設計：中野尚美
- 3D導演：中野祥典
- 攝影指導：前田智大
- 2D設計：永良雄亮、津江優里
- 編輯：木村佳史子
- 音響演出：笠松廣司（日语：笠松広司）
- 音響製作：dugout
- 音樂：梅林太郎[8]
- 動畫製作：CygamesPictures[7]

### 主題曲
片頭曲
演唱、作詞、作曲、編曲：Vaundy
片尾曲
演唱、作詞、作曲、編曲：TOOBOE

### 各話列表
| 話數      | 標題     | 編劇     | 分鏡                           | 演出                           | 作畫監督                                                          | 總作畫監督           | 首播日期      |
| --------- | -------- | -------- | ------------------------------ | ------------------------------ | ----------------------------------------------------------------- | -------------------- | ------------- |
| Episode 1 | 代替品   | 竹下良平 | 竹下良平                       | 竹下良平                       | 高橋裕一                                                          | 不適用               | 2025年7月6日  |
| Episode 2 | 疑心     | 村山沖   | 大迫光紘                       | 大迫光紘                       | 渡邊舞、應地隆之介                                                | 高橋裕一             | 2025年7月13日 |
| Episode 3 | 拒絕     | 竹下良平 | 横山麻華                       | 城戸康平、宇和野步、横山麻華   | 矢永沙織、王國年、鵲、西願宏子                                    | 高橋裕一             | 2025年7月20日 |
| Episode 4 | 夏日祭典 | 村山沖   | 白幡良志之                     | 白幡良志之                     | 岡崎滉、前川葵、二瓶令䁱、王國年、Studio Mindo                    | 高橋裕一             | 2025年7月27日 |
| Episode 5 | 假髮幽靈 | 竹下良平 | Wang Chihsia、河原龍太(BAKKKA) | Wang Chihsia、河原龍太(BAKKKA) | 王國年、渡辺舞、二瓶令暁、岡崎滉、能海知佳                        | 應地隆之介、高橋裕一 | 2025年8月3日  |
| Episode 6 | 朝子     | 村山沖   | 片岡史旭                       | 片岡史旭、川部真也             | KAGO、矢永沙織、滝吾郎、鵲、前川葵、西願宏子、井上廉太、Chen Zitu | 高橋裕一             | 2025年8月10日 |
| Episode 7 | 決心     | 竹下良平 | 竹下良平                       | 橋本有加                       | 新村杏子、井上簾太                                                | 高橋裕一             | 2025年8月17日 |

### BD／DVD
| 卷數 | 發售日期           | 收錄話數     | 規格編號  | 規格編號   |
| 卷數 | 發售日期           | 收錄話數     | BD        | DVD        |
| ---- | ------------------ | ------------ | --------- | ---------- |
| 1    | 2025年11月26日預定 | 第1話—第4話  | KAXA-9091 | KABA-11701 |
| 2    | 2025年12月24日預定 | 第5話—第8話  | KAXA-9092 | KABA-11702 |
| 3    | 2026年1月28日預定  | 第9話—第12話 | KAXA-9093 | KABA-11703 |

## 外部連結
- 漫畫連載網站（日語）
- 漫畫官方網站（日語）
- 漫畫官方的X（前Twitter）
- 電視動畫官方（日語）
- 電視動畫官方的X（前Twitter）